# Красный Ключ (Мишкинский район)
Кра́сный Ключ (баш. Красный Ключ) — деревня в Мишкинском районе Республики Башкортостан Российской Федерации. Входит в состав Камеевского сельсовета.

## География

### Географическое положение
Расстояние до:
- районного центра (Мишкино): 21 км,
- центра сельсовета (Камеево): 8 км,
- ближайшей ж/д станции (Загородная): 146 км.

## Население
| 2002 | 2009 | 2010 |
| ---- | ---- | ---- |
| 6    | →6   | ↘3   |

### Национальный состав
Согласно переписи 2002 года, преобладающая национальность — марийцы (83 %).